# Plymouth Barracuda
Plymouth Barracuda – samochód sportowy typu pony car klasy średniej produkowany pod amerykańską marką Plymouth w latach 1964 – 1974

## Pierwsza generacja

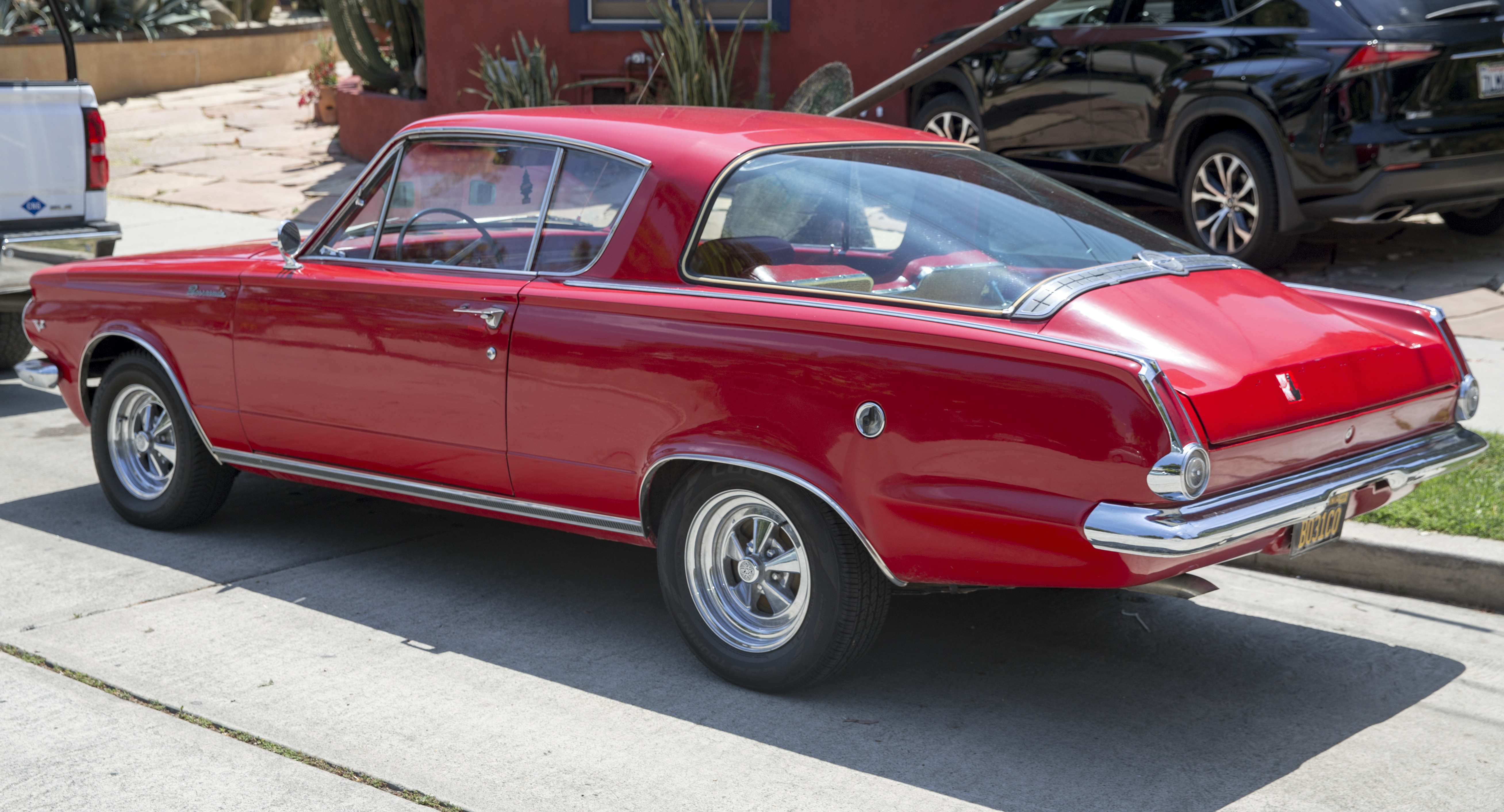
Plymouth Barracuda I - tył

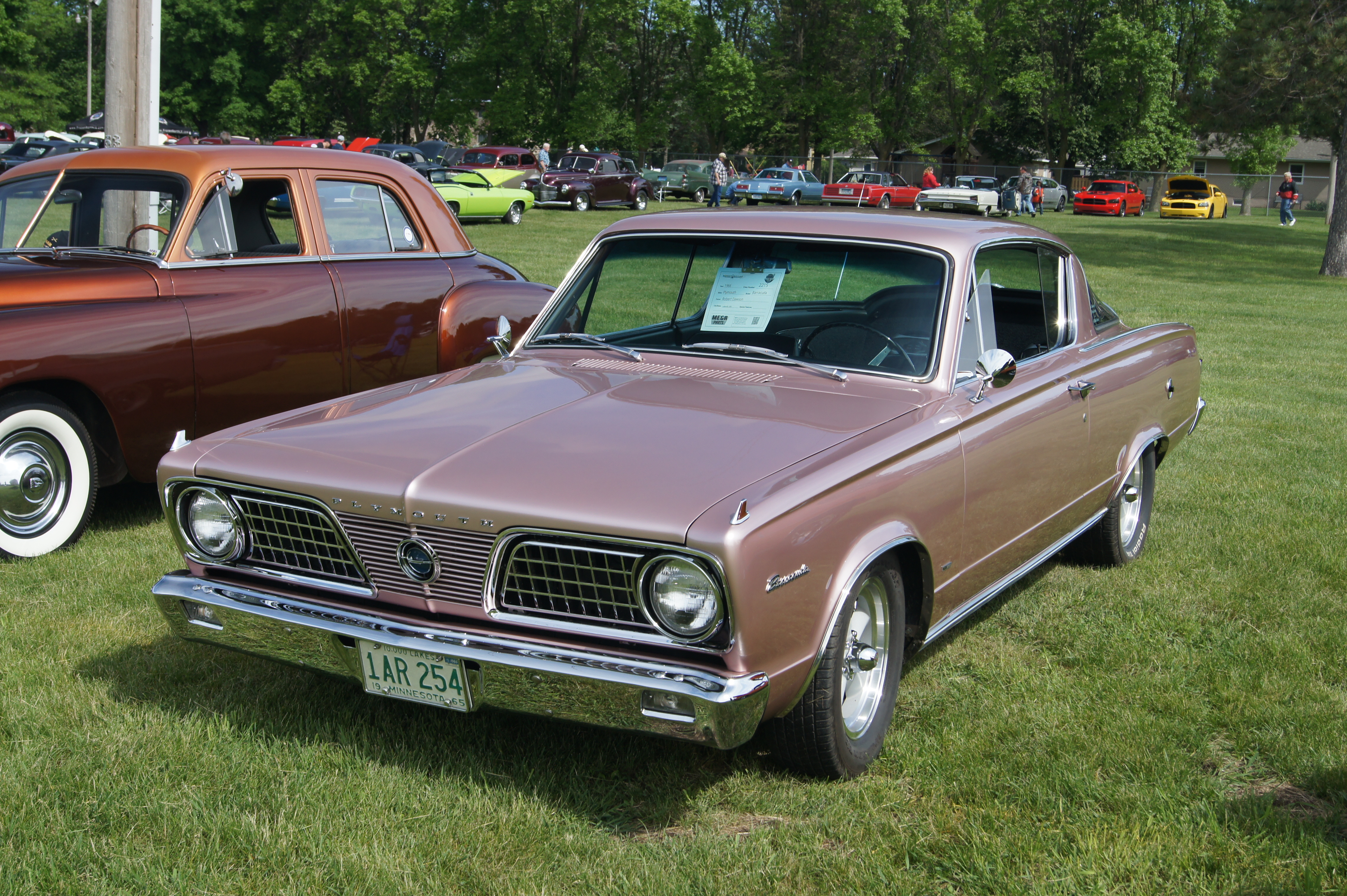
Plymouth Barracuda I po liftingu

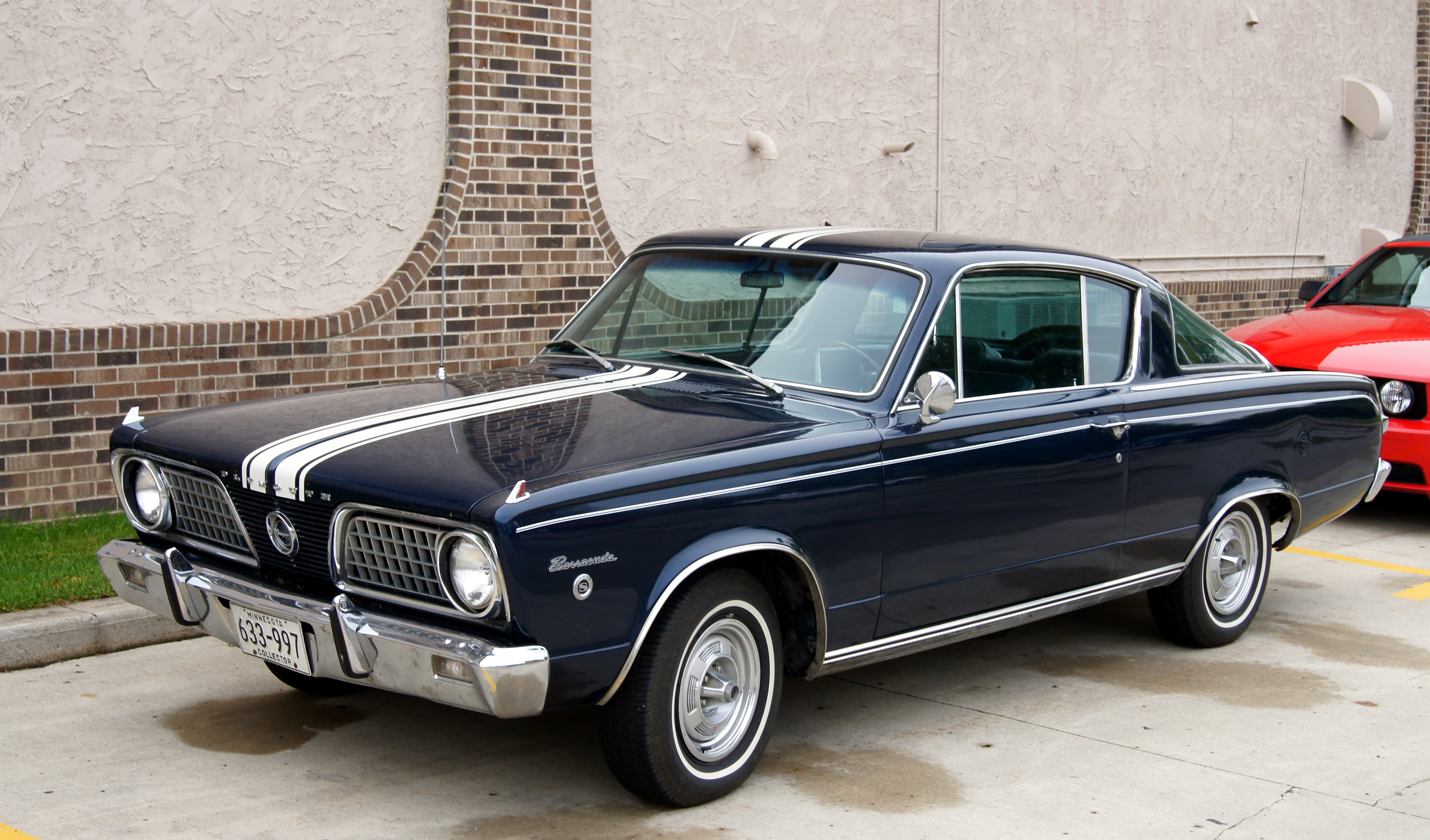
Plymouth Barracuda I Formula S

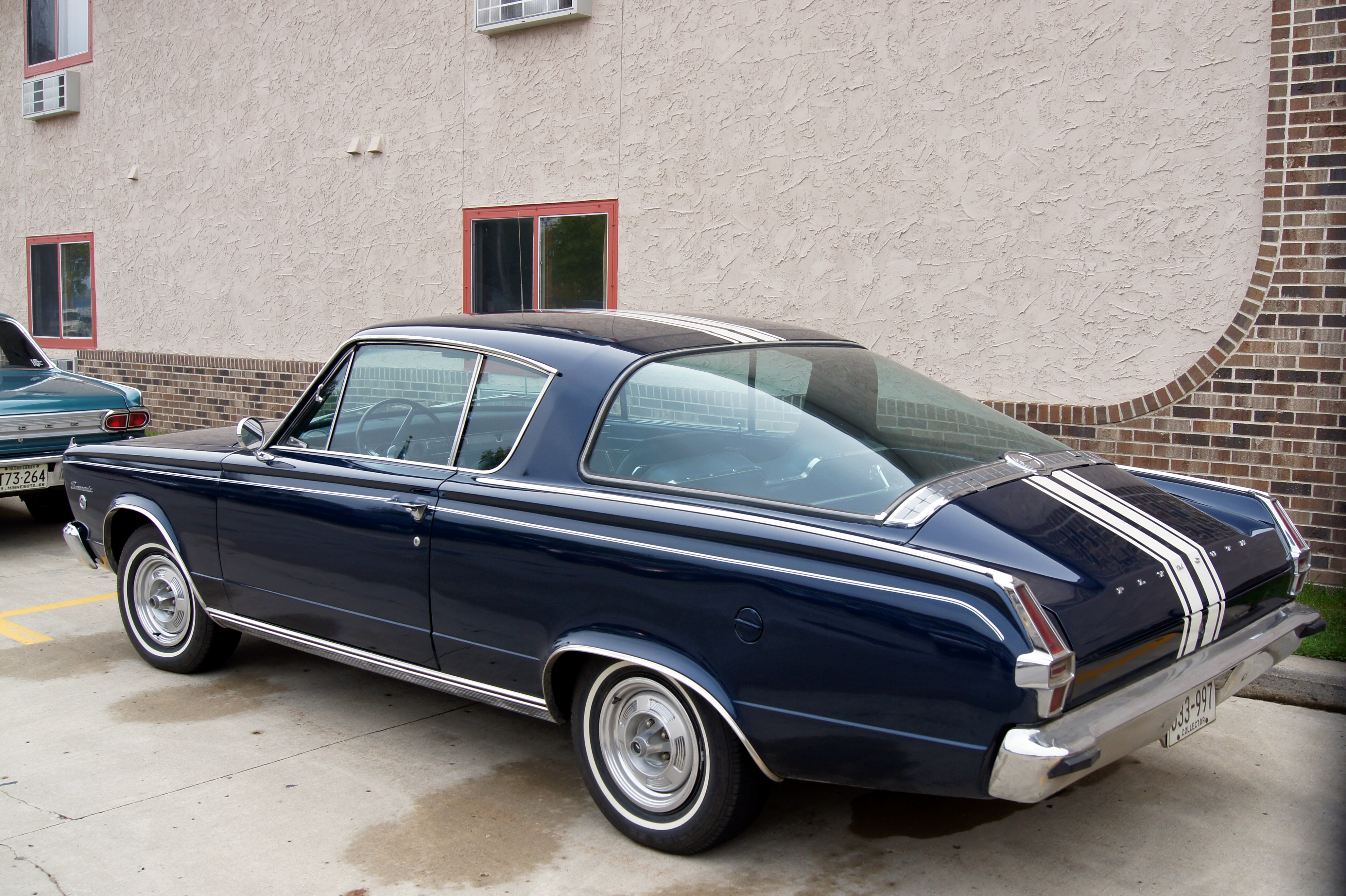
Plymouth Barracuda I Formula S - tył

Plymouth Barracuda I został zaprezentowany po raz pierwszy w 1964 roku. 
Początkowo Plymouth Barracuda oparty był na platformie A-body, która była wspólna dla kilku innych samochodów produkowanych przez oddziały Chryslera, znanym pojazdem opartym na tej platformie jest Dodge Dart. Model z roku 1964 początkowo oferowany był jako wersja samochodu Plymouth Valiant i taka też nazwa widniała początkowo na pasie tylnym. 
Została ona zaprojektowana, aby zaspokoić popyt rynkowy na sportowe samochody; możliwe jest że model Barracuda jest pierwszym samochodem z segmentu "pony car", ponieważ trafił on na rynek dwa tygodnie wcześniej od Forda Mustanga. Pomimo tego model Forda, w przeciwieństwie do samochodu Plymoutha, cechował się nadwoziem całkowicie odmiennym od samochodu, na którym został oparty (Ford Falcon), dzięki czemu stał się on pierwszym prawdziwym pony carem i zyskał większe uznanie klientów. Barracuda różnił się od Valianta jedynie tylną częścią, z dachem fastback. Początkowo samochód zamierzano nazwać 'Panda', jednak po protestach pracowników wybrano pomysł Johna Samsena, czyli nazwę Barracuda (od drapieżnej ryby).
Cechą charakterystyczną pierwszej generacji Barracudy było jej wyjątkowe nadwozie fastback z największą szybą tylną zamontowaną w samochodzie osobowym (1,3 m²). Jednostki napędowe pochodziły od modelu Valiant, wliczając dwie wersję rzędowych jednostek Chryslera, "slant 6" — a 170 in³ (2,8 l), 101 hp (75 kW) oraz opcjonalnie 225 in³ (3,7 l), 145 hp (108 kW). Najmocniejszą wersją silnikową z 1964 roku była jednostka V8 o pojemności 273 in³ (4,5 l) z dwugardzielowym gaźnikiem o mocy 180 hp (134 kW); mimo to osiągi początkowo były dość słabe.
Rzędowy silnik o pojemności 170 in³ został wycofany, pozostawiając jednostkę o pojemności 225 in³ 145 hp. Standardem była trzybiegowa manualna skrzynia biegów, opcjonalna była czterobiegowa skrzynia lub automatyczna Torqueflite. Barracudy sprzedawane były w bazowej wersji za 2365 USD. Najmocniejszy silnik z automatyczną skrzynią kosztował 312 dolarów. Wyprodukowano w pierwszym roku 23 443 samochody, w porównaniu do 126 538 Mustangów, które dostępne były w podobnej cenie.
Wraz z rokiem 1965 wprowadzono dwie istotne zmiany: dodano dwa silniki 273 in³ (4,5 l) Commando oraz 235 hp (175 kW) z czterogardzielowym gaźnikiem V8 i pakiet Formula 'S'. Był to zestaw poprawiający osiągi: silnik Commando V8, ulepszone zawieszenie, opony, felgi oraz standardowo obrotomierz. Wyprodukowano już 64 596 samochodów, jednak dla porównania sprzedaż Mustanga, wraz z nowowprowadzonym modelem fastback, przekroczyła pół miliona.

### Restylizacje
W roku 1966 Barracuda przeszła facelifting i otrzymała nowe klosze lamp tylnych, dzięki temu łatwo odróżnić ją od wcześniejszych roczników. Modele z roku 1966 cechują się wyższą jakością karoserii. Nowością są także pełnowymiarowe zderzaki oraz unikalny grill "cheese-grater" pochylony do przodu, który nadał przodowi pojazdu agresywną sylwetkę oraz bardziej wyrazisty wygląd. Jego sprzedaż spadła do 38 029 sztuk.
W 1967 roku Barracuda doczekała się kompletnego restylingu, wobec tego część miłośników modelu uznaje rocznik 1966 za wyjątkowy, produkowaną tylko przez rok rzadkość. Pozostała część fanów dawnych pojazdów opartych na platformie A-body uznaje rocznik 1966 za nieudaną próbę zmiany stylistyki nadwozia.

### Produkcja
- 1964: 23 433
- 1965: 64 596
- 1966: 38 029

### Silniki
- R6 2,8 l 101 KM
- R6 3,7 l 145 KM
- V8 4,5 l 180 KM
- V8 4,5 l 235 KM

## Druga generacja

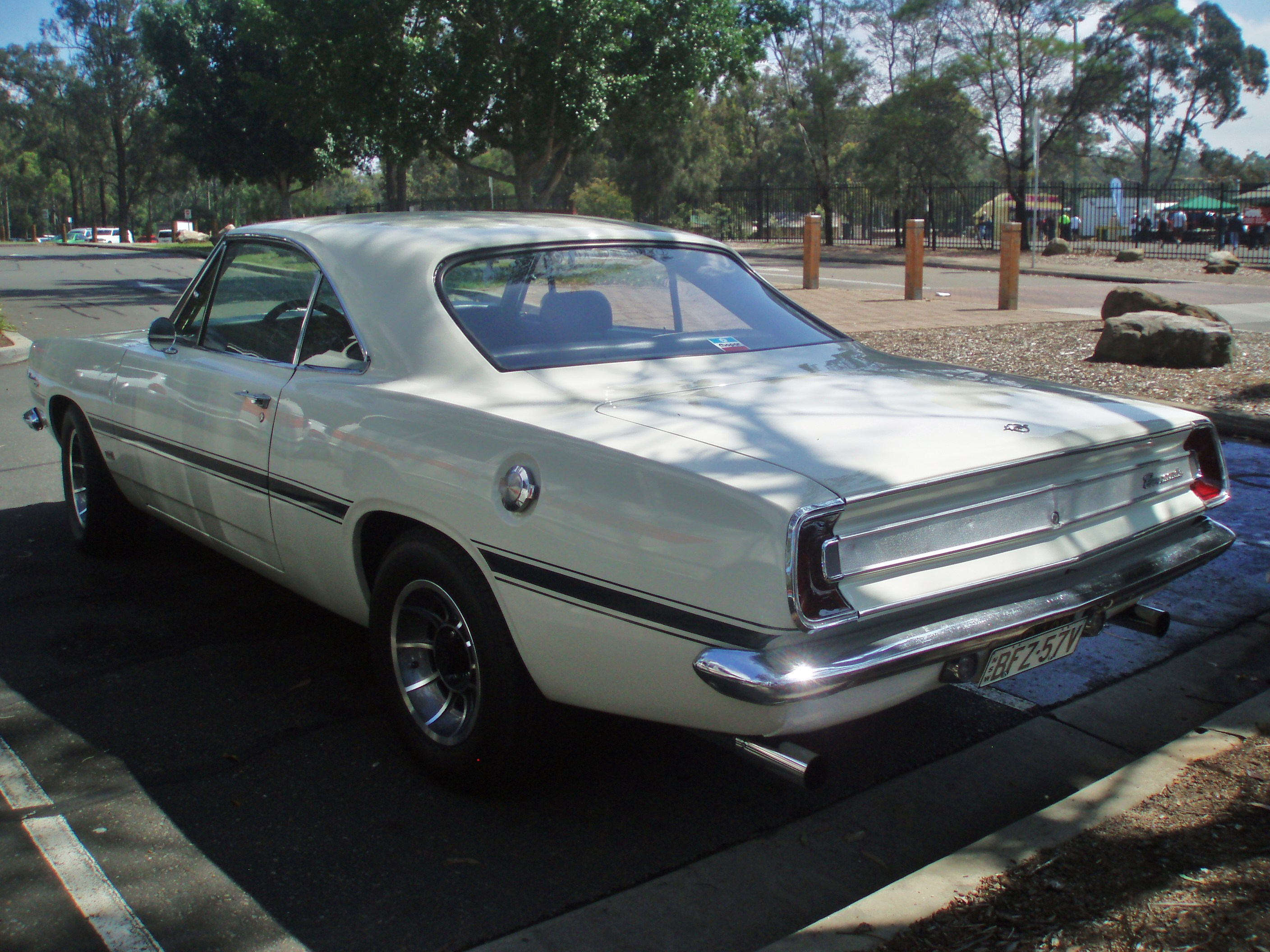
Plymouth Barracuda II - tył

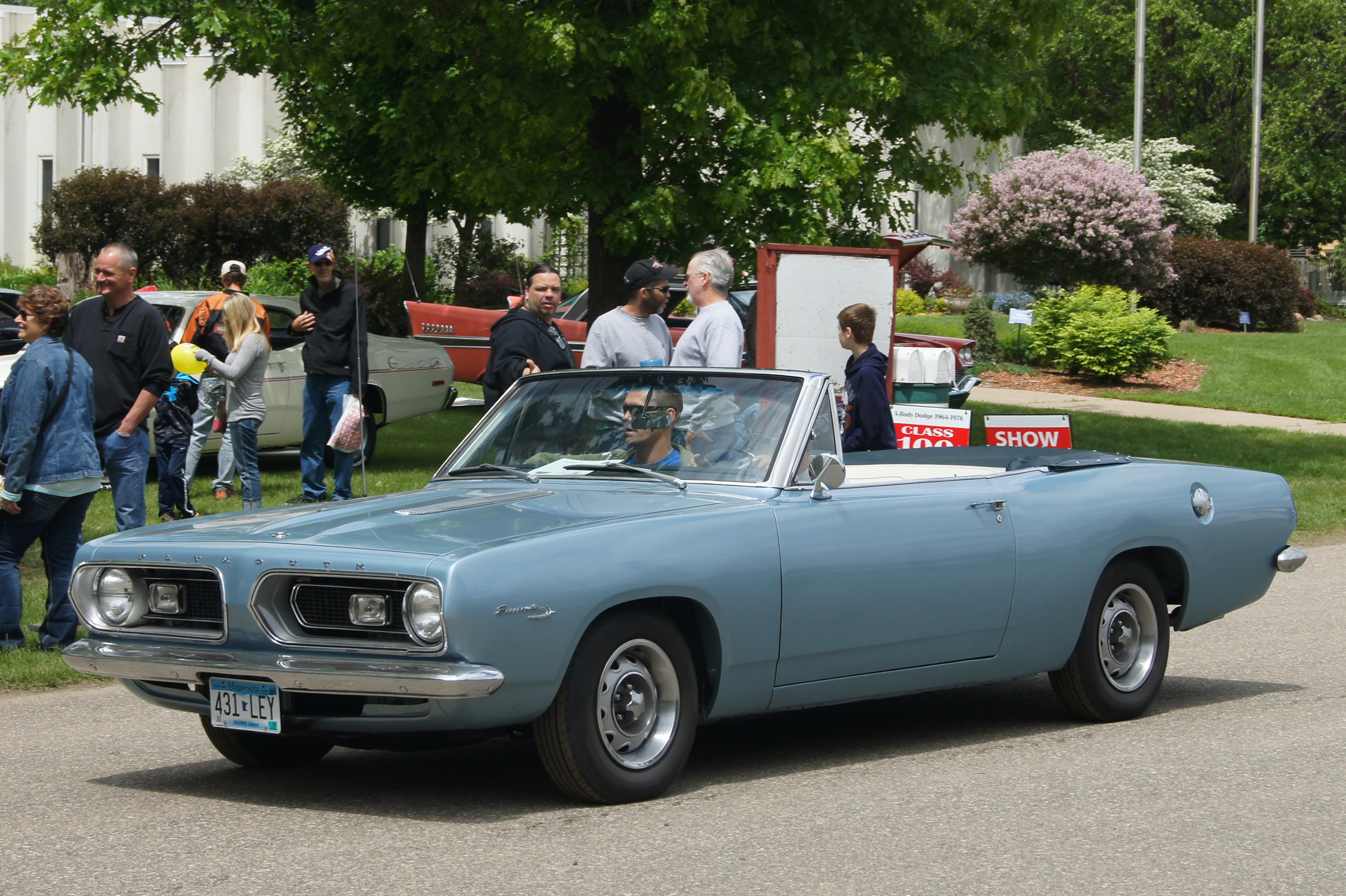
Plymouth Barracuda II Cabriolet

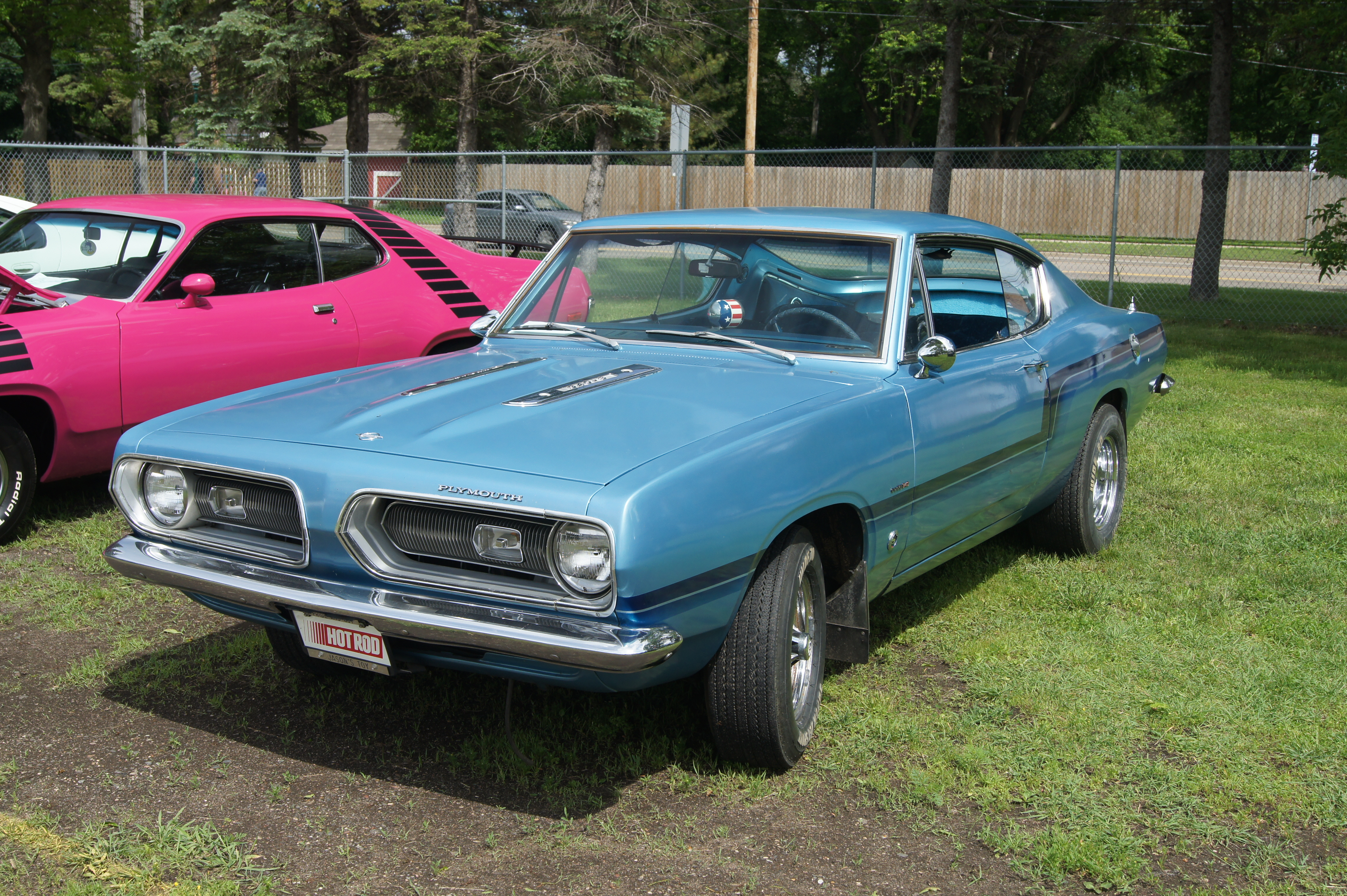
Plymouth Barracuda II po liftingu

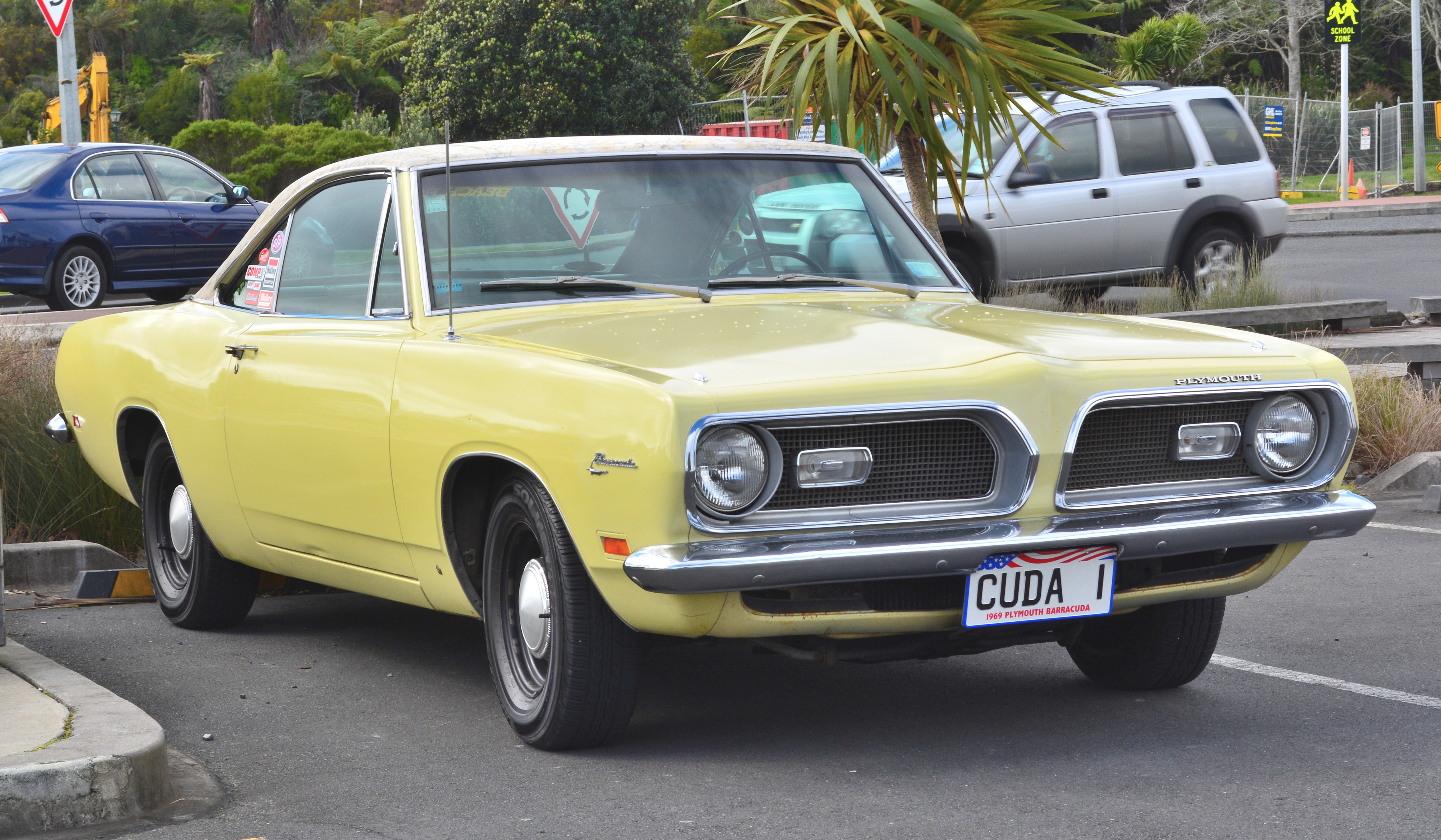
Plymouth Barracuda II po drugim liftingu

Plymouth Barracuda II został zaprezentowany po raz pierwszy w 1967 roku.
Kolejne wcielenie podstawowego pony cara w ofercie Plymoutha oparte były na płycie podłogowej A-body, zostały jednak całkowicie przekonstruowane. W celu dopełnienia oferty modeli, do gamy nadwozi dodano warianty fastback z dachem typu hardtop oraz kabriolet. Druga generacja modelu Barracuda produkowana była przez trzy lata, od roku 1967 do 1969. Cechą charakterystyczną dla każdego rocznika są boczne klosze kierunkowskazów: modele z 1967 nie mają bocznych kierunkowskazów, rocznik 1968 charakteryzuje się małymi, okrągłymi lampkami, natomiast Barracudy z 1969 cechują się o wiele większymi, prostokątnymi kloszami kierunkowskazów bocznych.
Kiedy segment pony car zadomowił się na rynku i wzrosła także konkurencja, Plymouth zmienił gamę jednostek napędowych Barracudy, które stały się podobne bardziej do tych stosowanych w większym samochodzie Plymouth Road Runner, niż tych z modelu Valiant. Podczas gdy silnik pojemności 225 in³ Slant Six nadal był podstawową jednostką napędową, powiększyła się oferta większych silników, zaczynając od najmniejszego 180-konnego silnika 273 in³ (4,5 l) Commando, przez 235-konną jednostkę V8 z czterogardzielowym gaźnikiem, po bardzo rzadką jednostkę 383 in³ (6,2 l) B engine w roku 1967. W 1968 najmniejszym silnikiem V8 była jednostka o pojemności 318 in³ (zamiast 273 in³). W tym roku dostępne były także silniki 340 in³ oraz masywna jednostka RB o pojemności 440 in³ (7,2 l) z pojedynczym czterogardzielowym gaźnikiem.
Rok 1969 to czas, kiedy Plymouth postanowił poważnie poprawić osiągi Barracudy. Moc jednostki 383 in³ wzrosła do 330 KM. Plymouth wprowadził także pakiet zmian kosmetycznych podobny do dawnej opcji Formula S, który został teraz nazwany 'Cuda (skrót od Barracuda).

### Produkcja
- 1967: 62 534
- 1968: 45 412
- 1969: 31 987

### Silniki
- V8 4,5l 235 KM
- V8 6,3 l
- V8 7,2 l

## Trzecia generacja

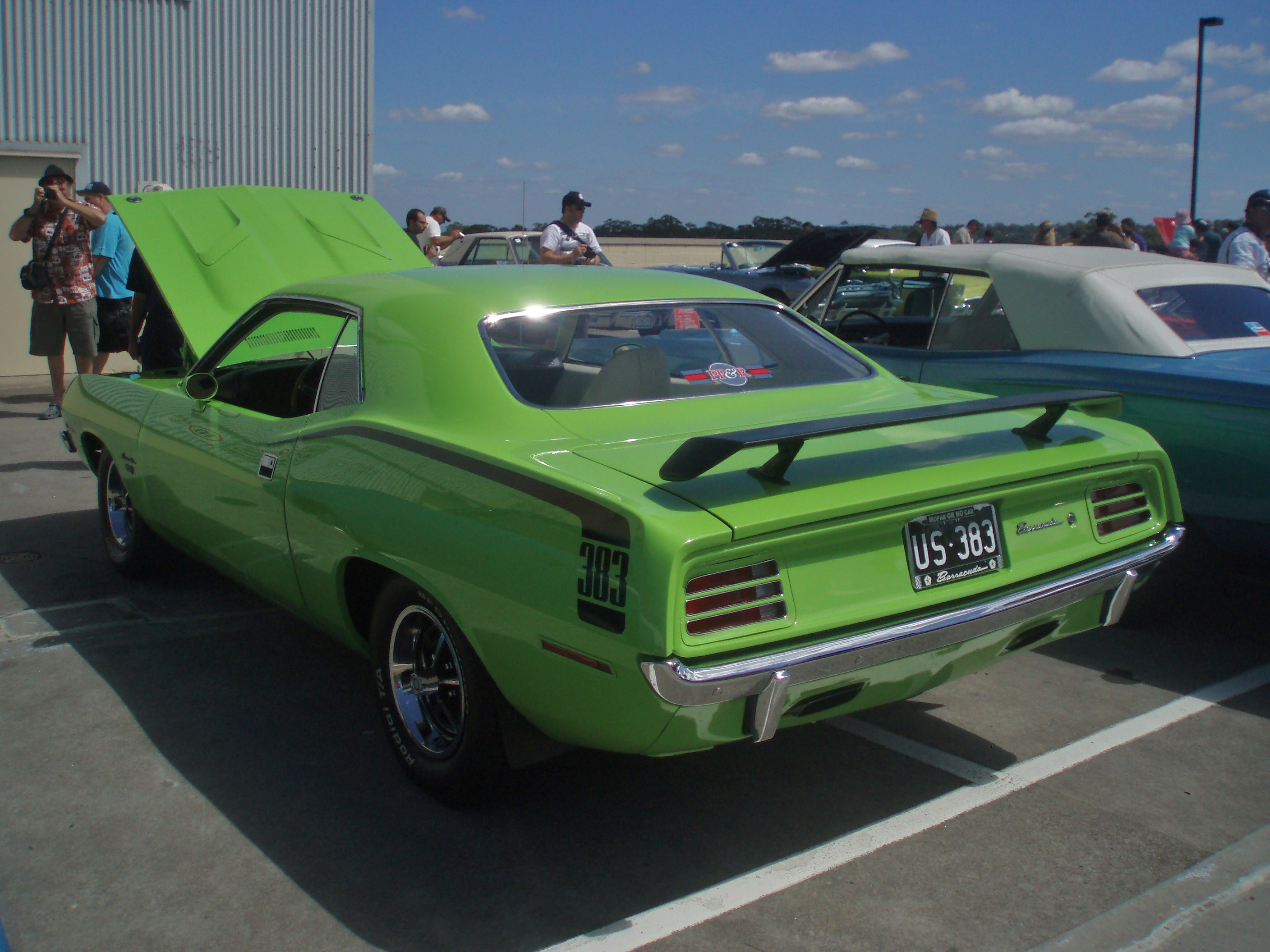
Plymouth Barracuda III - tył

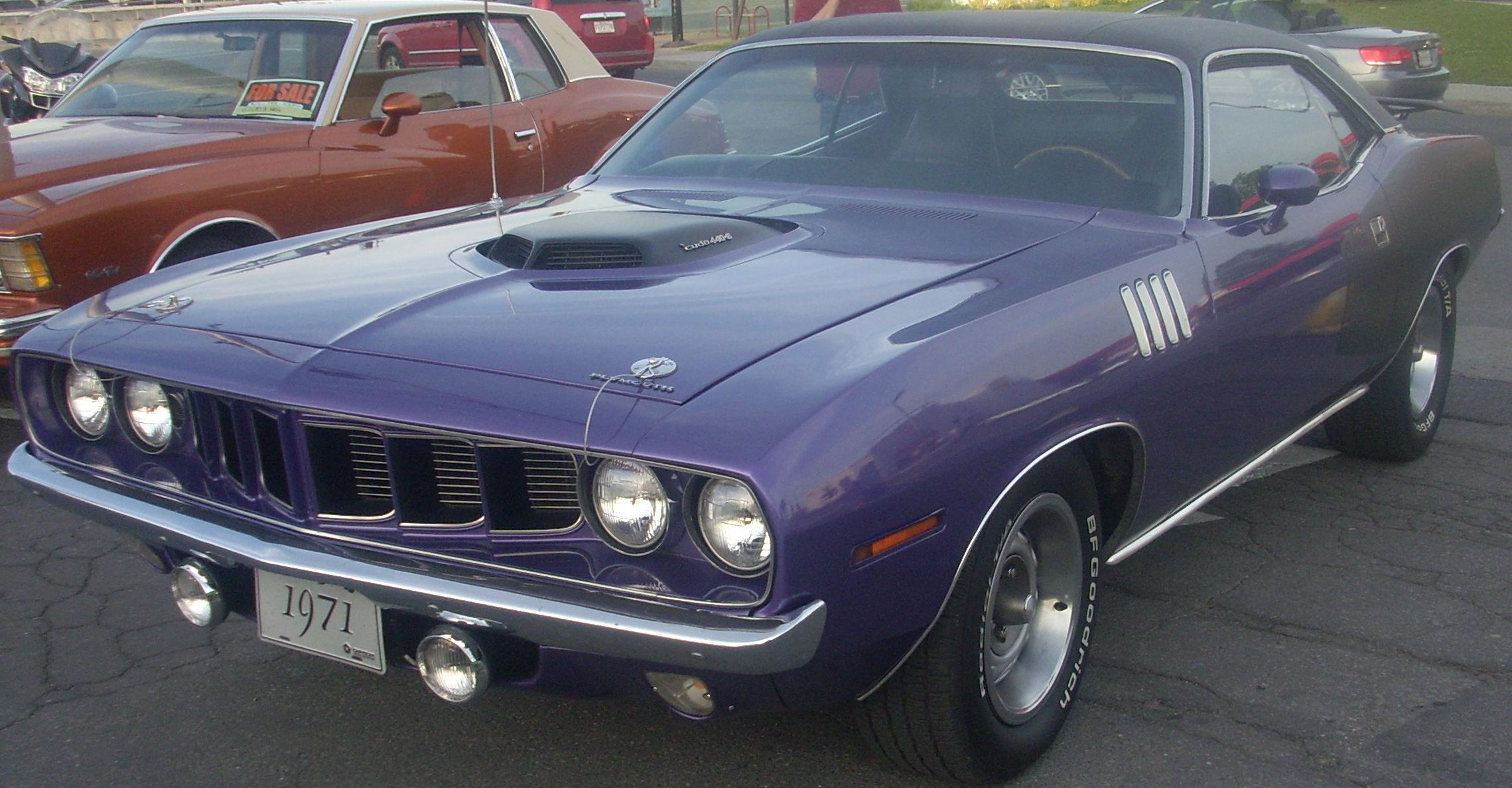
Plymouth 'Cuda III po liftingu

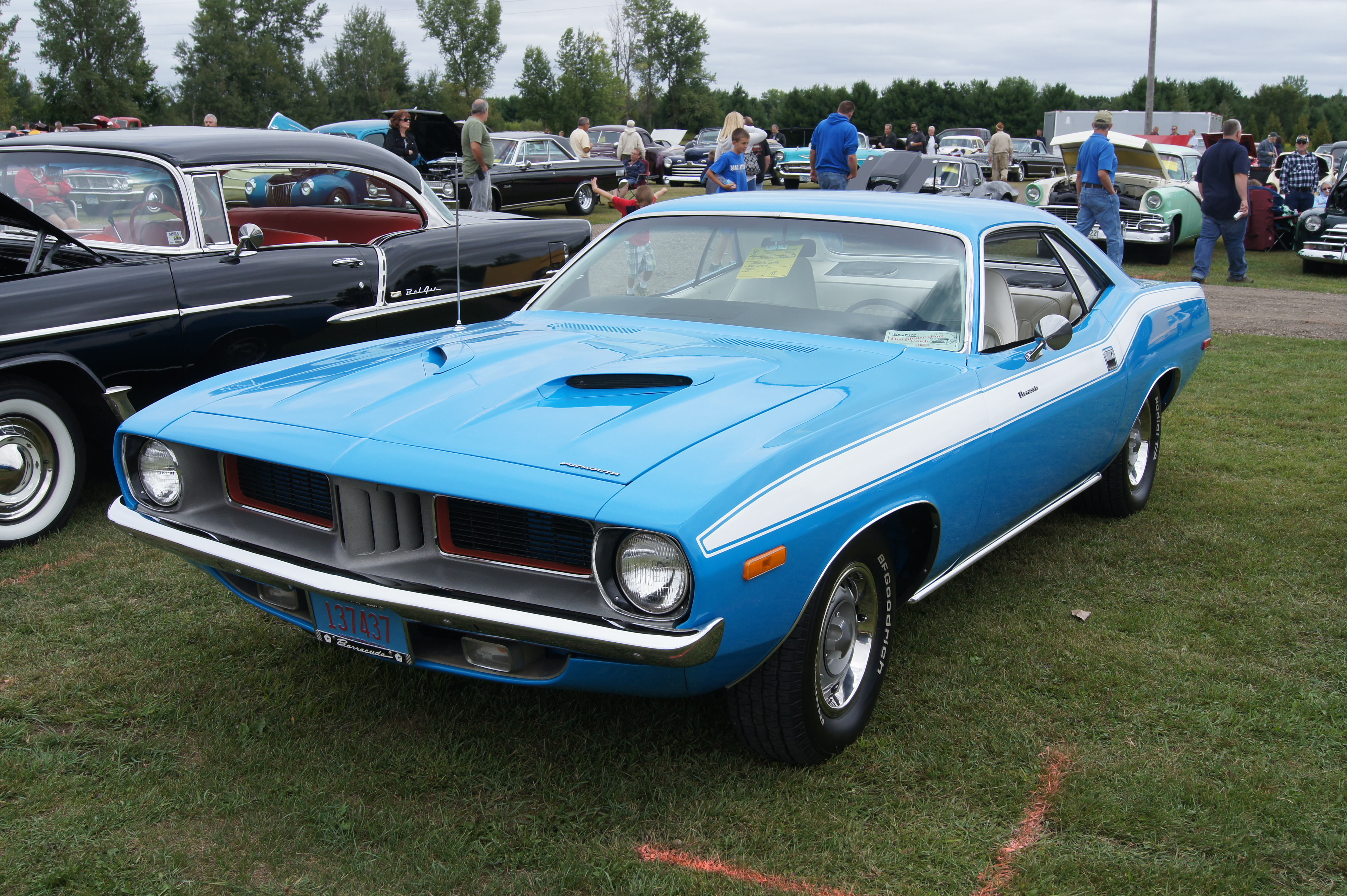
Plymouth Barracuda III po drugim liftingu

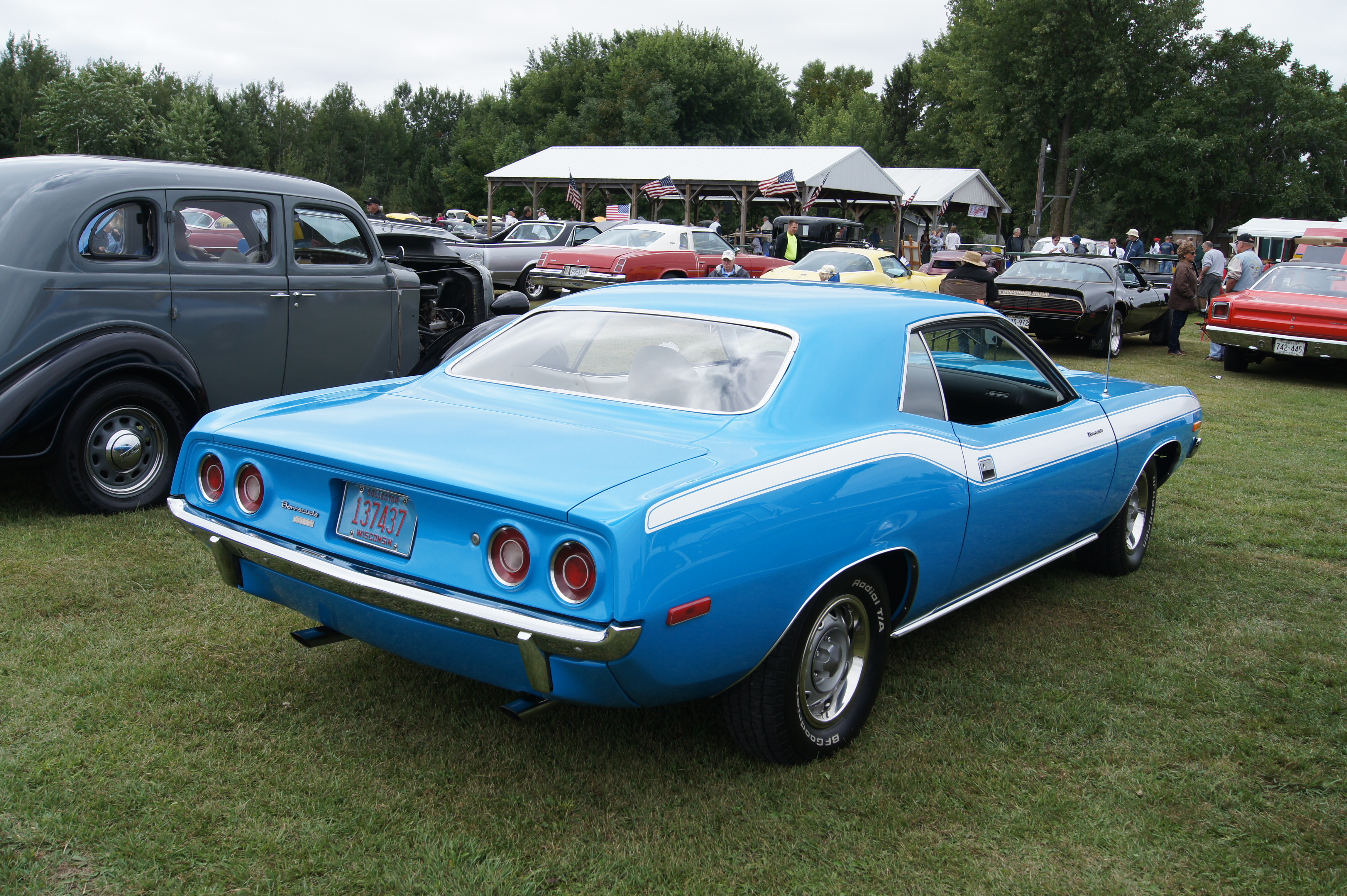
Plymouth Barracuda III - tył po drugim liftingu

Plymouth Barracuda III został zaprezentowany po raz pierwszy w 1970 roku.
Wraz prezentacją kolejnej generacji, Barracuda doczekała się kolejnych poważnych zmian. Wersja z najmocniejszą jednostką napędową została nazwana 'Cuda. Nowa stylistyka nadwozia znacznie różniła się od dwóch poprzednich generacji modelu. Jednym z głównych powodów było to, że Barracuda była od teraz oparta na nowej, minimalnie krótszej oraz szerszej platformie E-body Chryslera. W tej generacji zrezygnowano z nadwozia fastback, ale wciąż dostępne były dwie wersje: 2-drzwiowe coupé oraz kabriolet. Trzecie generacja miała także swojego "bliźniaka" od Dodge'a, model Challenger; odznaczał się on jednak nieznacznie większym rozstawem osi. Oba samochody cechowały się agresywną stylistyką.
Usportowione wersje trzeciej generacji Barracudy zostały nazwane 'Cuda, do napędu tej wersji używano sześć różnych silników V8: 318, 340, 383, 440, 440+6 (pojemność w calach sześciennych) oraz wysłużoną jednostkę 426 Hemi. Wersje z silnikami 440 oraz Hemi otrzymały lepszy system zawieszenia w celu poprawy przeniesienia dużej mocy na koła. Po przejściu na nową platformę E-body, w której można było zastosować większe silniki, niż w poprzedniej płycie A-body, do Barracudy trafiła znana jednostka Chryslera o pojemności 426 in³ (7,0 l) Hemi. Wersja 'Cuda z silnikiem Hemi na jednym galonie benzyny była w stanie przejechać jedynie sześć mil (MPG) i była sprzedawana bez gwarancji lub z mocno skróconą w stosunku do reszty silników.
Dwóch kierowców rajdowych: Swede Savage oraz Dan Gurney prowadziło identyczne, sponsorowane przez fabrykę wersje AAR (All American Racers) Cudy w roku 1970 na Trans-Am Series, jednak nie odnieśli znaczących sukcesów. Samochody AAR Cuda wyposażone były w silniki 340 ci "six pack" (trzy dwugardzielowe gaźniki).
Osiągi wersji z silnikami 440-6 i 426 Hemi stały na wysokim poziomie, czasy przejazdu na dystansie 1/4 mili (400 metrów) wynoszą odpowiednio 13,7 s @ 103 mph oraz 13,4 s @ 108 mph. Silnik te bardzo łatwo podlegały modyfikacjom, dzięki czemu czasy przejazdu 400 metrów można było stosunkowo łatwo zmniejszyć do około 12 s. Do Barracud montowano również różne zestawy naklejek na karoserię, modyfikowano przednią maskę oraz nakładano nietypowe kolory, takie jak: "Vitamin C", "In-Violet" czy "Moulin Rouge". Rzadki Plymouth Hemi Cuda Convertible(kabriolet) z 1971 (jedynie 14 egzemplarzy wyprodukowanych) została kupiona za 2,16 miliona USD przez Barrett-Jackson Collector Car na Aukcji Scottsdale w 2006 roku.

### Restylizacje
W roku 1971 Barracuda doczekała się kilku nieznacznych zmian kosmetycznych, na czele z nowym grillem oraz pasem tylnym. Jest to jedyny rok, w którym Barracudy wyposażane były w dwie pary reflektorów z przodu, także tylko w tym roku opcjonalnie montowano "skrzela" (gills) w zderzaku. Oferta silnikowa dla rocznika '71 pozostała taka sama, jak ta z roku 1970, z wyjątkiem silnika 440 z czterogardzielowym gaźnikiem, który nie był już dostępny; wszystkie jednostki 440 posiadały od tego czasu gaźniki sześciogardzielowe. Wciąż dostępna była wersja z silnikiem 426 Hemi, kabriolety wyposażone w tę jednostkę są jednymi z najrzadziej spotykanych samochodów na aukcjach.
Po kolejnej zmianie wyglądu grilla i pasa tylnego w roku 1972, Barracuda pozostała przy swojej ogólnej stylistyce do roku 1974. Podobnie do innych samochodów tej klasy z lat 70., moc silników dostępnych w Barracudach została gwałtownie zmniejszona z powodu kryzysu paliwowego oraz ostrzejszych norm ekologicznych. Największym silnikiem dostępnym w roku 1972 był '340'; '360' była dostępna dopiero w 1974. Produkcja Barracudy trwała jeszcze przez rok 1973, jednak jej sprzedaż gwałtownie zmalała w ciągu tego roku z powodu kryzysu paliwowego. Produkcja została zakończona w roku 1974.

### Produkcja
- 1970: 50 617
- 1971: 16 161
- 1972: 16 142
- 1973: 19 281
- 1974: 11 734

### Silniki
- R6 198 in³ (3,2 l) Slant-6
- R6 225 in³ (3,7 l) Slant-6
- V8 318 in³ (5,2 l) LA
- V8 340 in³ (5,6 l) LA
- V8 360 in³ (5,9 l) LA
- V8 383 in³ (6,3 l) B
- V8 426 in³ (7,0 l) Hemi
- V8 440 in³ (7,2 l) RB

## Oznaczenia silników

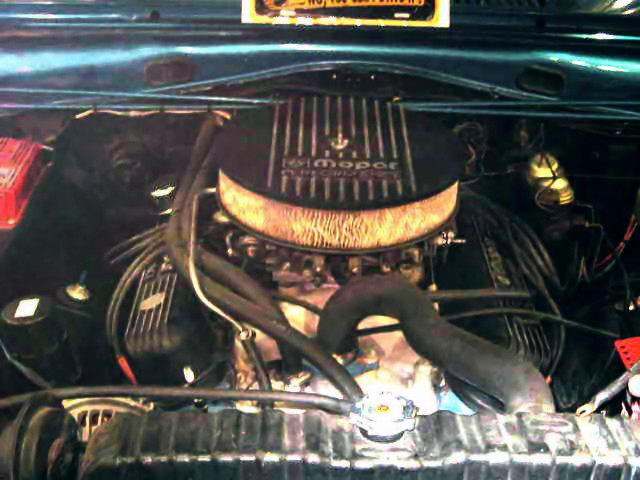
Plymouth Barracuda - silnik wersji z 1965 roku

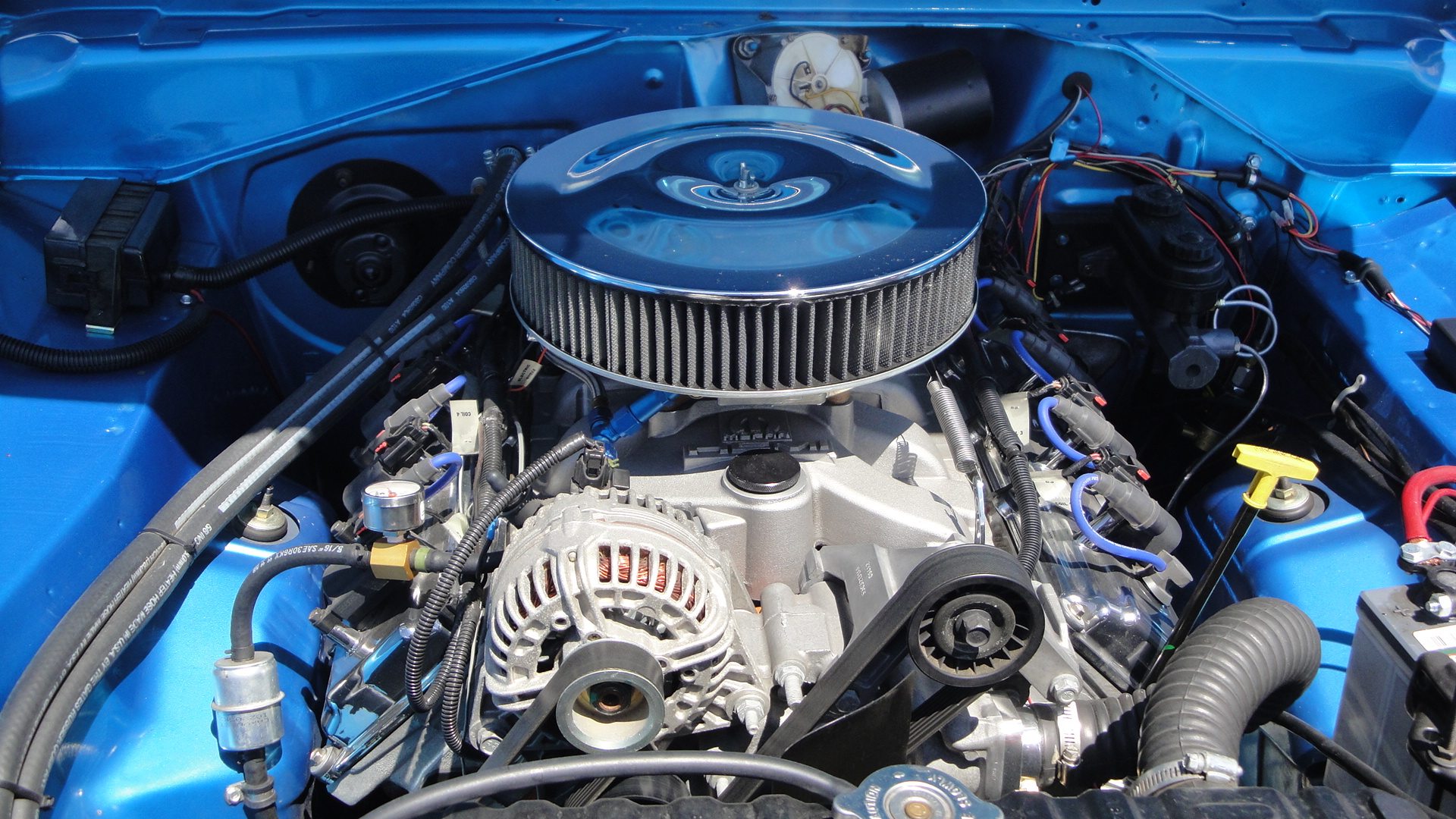
Plymouth Barracuda - silnik wersji z 1967 roku

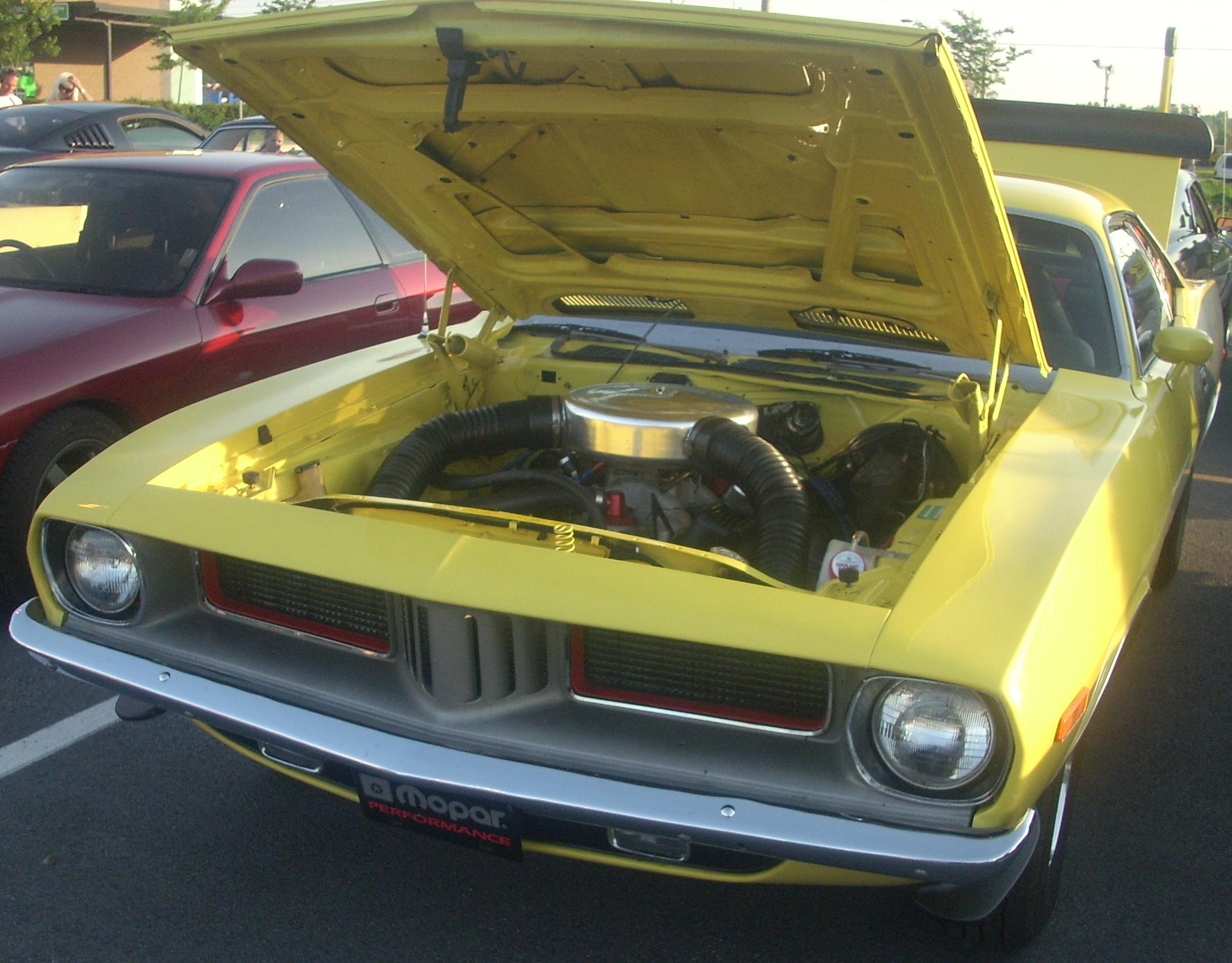
Plymouth Barracuda - silnik wersji z 1972 roku

### 1970
- B - 198 ci 1V 125 KM
- C - 225 ci 1V (jednogardzielowy gaźnik) 145 KM
- G - 318 ci 2V 230 KM
- H - 340 ci 4V 277 KM
- J - 340 ci 3X2V 290 KM (AAR)
- L - 383 ci 2V i 4V odpowiednio 290 KM i 330 KM
- N - 383 ci 4v 335 KM
- R - 426 ci 2X4V 425 hp (Hemi)
- U - 440 ci 4V 375 KM
- V - 440 ci 3X2V 390 KM

### 1971
- B - 198 ci 1V 125 KM
- C - 225 ci 1V 145 KM
- G - 318 ci 2V 230 KM
- H - 340 ci 4V 275 KM
- L - 383 ci 2V 275 KM
- N - 383 ci 4V 300 KM
- R - 426 ci 2X4V 425 KM (Hemi)
- U - 440 ci 3X2V 390 KM

### 1972
- C - 225 ci 1V 110 KM
- G - 318 ci 2V 150 KM
- H - 340 ci 4V 240 KM

### 1973
- G - 318 ci 2V 150 KM
- H - 340 ci 4V 240 KM

### 1974
- G - 318 ci 2V 150 KM
- L - 360 ci 4V 245 KM

## Barracuda w kulturze

### Telewizja
- W serialu Nash Bridges tytułowy bohater jest właścicielem żółtej, niezwykle rzadkiej Hemi Cudy Convertible (cabrio)'71 (tak naprawdę to rocznik '70 przerobiony na '71 przez warsztat).
- W kanadyjskim filmie "Autostrada grozy" (oryg. "Highwaymen") gra czerwona Barracuda
- W serialu 'Miami ink' Ami James jest właścicielem czerwonej 'Cudy
- W pierwszym sezonie serialu 'Viper' Franklin 'Frankie' Waters (grany przez Joego Nipote) jeździ Plymouthem Barracuda
- W ramake'u filmu "Gone in 60 seconds" z 2000 roku czerwony Plymouth Hemi Cuda Convertible jest jednym z aut, które bohater (Nicolas Cage) musi ukraść.
- Główna bohaterka serialu Poker Face - Charlie Cale posiada Barracudę z 1969 r. w kolorze "sky blue"

### Gry komputerowe
- W Gran Turismo 2 można nabyć i prowadzić Barracudę.
- W Gran Turismo 4 również można jeździć Barracudą.
- W grze Need for Speed: Carbon, można jeździć oraz modyfikować Plymoutha Barracudę.
- Rocznik 1968 Plymouth Barracuda występuje w grach: Forza Motorsport 2 (jako Chrysler), Forza Motorsport 3 (jako Chrysler), Forza Motorsport 4 na platformę Xbox 360
- Rocznik 1970 Plymouth Barracuda pojawił się w grze Need for Speed: ProStreet
- Rocznik 1971 Plymouth Barracuda występuje w grach: Test Drive 4, Test Drive 5, Test Drive 6 na platformę PS1 oraz Forza Motorsport 4 i Forza Horizon na platformę Xbox 360 i Forza Motorsport 5 na platformę Xbox One
- Główny bohater gry Interstate '76, Groove Champion porusza się Barracudą III generacji. Model samochodu jest opisany jako Pickard Piranha